# Sant Vicenç de Susqueda
Sant Vicenç de Susqueda era una església de Susqueda (Selva) que estava inclosa a l'Inventari del Patrimoni Arquitectònic de Catalunya.

## Descripció
L'Església de Sant Vicenç estava emplaçada en l'indret conegut popularment com el "Barri de Dalt o de l'Església".
Per tal de dur a terme un estudi rigorós, estructurarem l'anàlisi de l'Església de Sant Vicenç en tres parts: en primer lloc, tenim l'edifici de l'església pròpiament. Com es pot veure en fotografies antigues l'església es manifestava, a la pràctica, en format de nau rectangular amb dues capelles laterals, una per banda respectivament, les quals estaven ubicades en el tram intermedi de la nau. Pel que fa als exteriors, la nau estava desproveïda de qualsevol aparell ornamental. Trencava lleument aquesta discreció o uniformitat compositiva, la façana senzilla composta per un portal d'arc rebaixat, seguit en l'estrat intermedi d'una fornícula que podria albergar al seu interior una hipotètica talla de Sant Vicenç al qual estava dedicat aquesta església. En el registre superior es trobava un ull de bou de petites dimensions i tancava la façana una coberta piramidal esgraonada.
En segon lloc, en els peus de l'església podíem observar el campanar de grans proporcions. Es tractava d'un campanar de torre de planta quadrada, amb quatre ulls per cara - les obertures de la planta baixa eren arcades de mig punt, mentre que les del pis superior eren rectangulars-, i teulada a quatre vessants.
Adossat a la part dreta de l'església i delimitat perimetralment per un mur de tancament que arrencava de la façana lateral de l'església hi havia el cementiri primigeni del poble de Susqueda, el qual era anunciat per sis grans xiprers.
Pel que fa a la resolució dels espais exteriors cal dir que en les tres construccions s'ha optat pel mateix procediment, és a dir a base de la conjugació de pedres fragmentades, còdols de riu manipulats a cops de martell i blocs rústics de pedra sense desbastar i treballar i tota aquesta barreja lligada amb morter de calç i sense cap mena de revestiment, a excepció de la façana de l'església.
Només en anys d'extrema sequera apareix, al bell mig, el teulat del cloquer, l'edifici més alt del nucli antic.